# 桂米喬 (2代目)
2代目 桂 米喬（かつら べいきょう、1860年（万延元年） - 1904年5月25日）は、上方落語の落語家（上方噺家）。本名: 井上新二郎（辮次郎、辮二郎とも）。享年45。
古物商から噺家になったという。
初め、初代桂文我門下で文蝶を名乗る。1885年、2代桂文團治門下に移り、初代桂米紫を経て、1892年に2代目桂米喬を襲名。1886年中頃には正鶴を名乗ったこともあるらしい。
21歳の時、天然痘に罹り、あばた面であったため「鰐皮」とあだ名された。十八番は『鋳掛屋（いかけ屋）』だったが、噺が終わると立ち上がり、三下がりの『逢いたさ』を踊り、ぶら下がっている電球を舐めるなどしたといい（子息の小米喬による回想「亡父の事」による）、三友派の中で人気を博した。
初代桂春団治が芸の目標としたほどの爆笑派で、春団治は一時3代目米喬の襲名をもくろんでいたが実現しなかった。
死去の前日に3軒の寄席を掛け持ちし、『辻八掛』『崇禅寺馬場』『小倉船』を演じたのが最後で、その翌日、脳溢血で若くして亡くなった。通説では享年45、ただし実子の桂小米喬（後の喜劇役者・曽我廼家満月）によると43歳だったという。
藤本義一の直木賞受賞作『鬼の詩』の主人公「桂馬喬」のモデルともなった。

## 人物
『上方はなし』第20集に、門下で実子の桂小米喬（後の喜劇役者・曽我廼家満月）が「亡父の事」という一文を寄せている。
それによると、米喬はふざけた芸風であったが、自己にも他者にも、芸に対する態度は非常に厳しかった。それを恨んだ初代桂春団治（当時は我都）ら前座の数人が帰りの人力車を待ち伏せし、棍棒を持って襲い掛かった所、乗っていたのは、米喬と同じ末広橋西詰の路次に住んでいた初代文の家かしく（後の2代目桂文之助）であった。かしくがそのことを米喬に話した所、翌日、我都らを呼び寄せて曰く「お前たちが怒ったのがうれしい、もっともっと怒らせてやるから、殴りはせずに、俺以上の人気者となって、俺を蹴落として仇を討て」と。このことを感謝し、肝に銘じた春団治は、それから精進したが、その高座は全て米喬の呼吸そのままだったという。